# Daniel Sundén-Cullberg
Daniel Sundén-Cullberg   (Estocolm, 6 d'abril de 1907 - Veinge, 27 de gener de 1982) va ser un regatista suec que va competir durant la dècada de 1930.
El 1932 va prendre part en els Jocs Olímpics de Los Angeles, on va guanyar la medalla de bronze en la categoria de Classe Star del programa de vela. Sundén-Cullberg navegà a bord del Swedisk Star junt a Gunnar Asther.